# Futsal klub Zagorje
Futsal klub Zagorje (do 2022. g. Malonogometni klub "Jesenje") je futsal (malonogometni) klub iz Gornjeg Jesenja, općina Jesenje, Krapinsko-zagorska županija. 
 
U sezoni 2018./19. klub se natjecao u "1. HMNL". 

## O klubu
MNK Jesenje je osnovan u srpnju 2016. godine. Odmah od sezone 2016./17. sudjeluje u 2. HMNL - Sjever, 
koju osvaja u sezonama 2016./17. i 2017./18., ali se ne uspijeva preko doigravanja plasirati u 1. HMNL.
 
 
Ipak, zbog odustajanja kluba "Nacional" iz Zagreba, "Jesenju" je odobreno da igra 1. HMNL u sezoni 2018./19., te su prvoligašku sezonu završili na 11. mjestu. 
 
Pri klubu djeluju juniorska i kadetska momčad, te škola futsala. Klub ligaške utakmice igra u dvorani u Krapini. 
2022. godine klub mijenja ime u Futsal klub Zagorje.

## Uspjesi
2. HMNL - Sjever
- prvak: 2016./17., 2017./18.

## Plasmani po sezonama
| sezona    | rang    | liga             | poz.    | klubova u ligi | ut      | pob     | ner     | por     | gol+    | gol-    | bod     | doigravanje           | napomena                               | izvori  |
| Jesenje   | Jesenje | Jesenje          | Jesenje | Jesenje        | Jesenje | Jesenje | Jesenje | Jesenje | Jesenje | Jesenje | Jesenje | Jesenje               | Jesenje                                | Jesenje |
| --------- | ------- | ---------------- | ------- | -------------- | ------- | ------- | ------- | ------- | ------- | ------- | ------- | --------------------- | -------------------------------------- | ------- |
| 2016./17. | II.     | 2. HMNL - Sjever | 1.      | 8              | 14      | 11      | 2       | 1       | 89      | 46      | 35      |                       |                                        |         |
| 2016./17. | II.     | Kval. za 1. HMNL | 3.      | 3              | 4       | 1       | 0       | 3       | 16      | 20      | 1 (-2)  |                       |                                        |         |
| 2017./18. | II.     | 2. HMNL - Sjever | 1.      | 10             | 17      | 13      | 3       | 1       | 99      | 50      | 42      |                       |                                        |         |
| 2017./18. | II.     | Kval. za 1. HMNL | 2.      | 3              | 4       | 1       | 2       | 1       | 14      | 12      | 5       | dodatne kvalifikacije | administrativno se plasirali u 1. HMNL |         |
| 2018./19. | I.      | 1. HMNL          | 11.     | 12             | 22      | 1       | 6       | 15      | 49      | 101     | 9       | nisu se plasirali     |                                        | [ 7 ]   |
| 2019./20. | II.     | 2. HMNL - Zapad  | 3.      | 9              | 13      | 7       | 3       | 3       | 66      | 32      | 24      |                       |                                        | [ 8 ]   |
| 2020./21. | II.     | 2. HMNL - Zapad  | 7.      | 10             | 18      | 5       | 4       | 9       | 82      | 89      | 19      |                       |                                        | [ 9 ]   |
| 2021./22. | II.     | 2. HMNL - Zapad  | 5.      | 9              | 16      | 8       | 1       | 7       | 89      | 75      | 25      |                       |                                        | [ 10 ]  |

## Unutrašnje poveznice
- Gornje Jesenje
- Jesenje

## Vanjske poveznice
- Službene stranice
- Arhiva starih službenih stranica mnkjesenje.hr
- Facebook stranica kluba
- rezultati.com, Jesenje
- crofutsal.com, MNK Jesenje  Arhivirana inačica izvorne stranice od 27. srpnja 2019. (Wayback Machine)